# چه کسی را باید بکشم؟
چه کسی را باید بکشم؟ (به انگلیسی: Who Do I Gotta Kill?) فیلمی محصول سال ۱۹۹۴ و به کارگردانی فرانک راینونه است. در این فیلم بازیگرانی همچون ساندرا بولاک، جان کاستلو، تونی دارو، استیو بوشمی، استیون لی، ریچارد برایت و وینسنت پاستوره ایفای نقش کرده‌اند.